# كأس العالم للسيدات تحت 20 سنة 2012
كأس العالم للسيدات تحت 20 سنة 2012 سوف تكون النسخة السابعة من المسابقة. ستة عشر منتخب، سيشاركون من جميع الاتحادات القارية الست. كان الفيفا بالأصل قد حدد موعد 19 مارس 2010 لاختيار البلد المضيف لكن قد أجله لإعطاء المرشحين المزيد من الوقت لتجهيز ملفاتها.
وفي يوم 3 مارس، 2011 منح الفيفا شرف تنظيم بطولة كأس العالم لأوزبكستان. لكن يوم 18 ديسمبر قرر الفيفا سحب استضافة المسابقة من هذه الدولة.

## الدول المرشحة
كانت فيتنام بالأصل هي من فازت بحق استضافة المسابقة. ولكن محاولة فيتنام قد فشلت في أواخر العام الماضي. وقد كانت نيوزيلندا هي البلد الذي تم اقتراحه لتنظيمها في حال عدم قدرة البلد. لكن نيوزيلندا منحت أخيراً تنظيم كأس العالم للشباب تحت 20 سنة 2015 للرجال.
بعدها سحبت فيتنام ملفها، بسبب عدم استطاعتها ضمان الدعم الحكومي لتجد أن سباق تنظيم البطولة صعب. في نهاية سباق الترشيحات منح الفيفا شرف الاستضافة لأوزبكستان. ولكن، في اجتماعها الذي أقيم في طوكيو في ديسمبر 2011، حسم الفيفا موقفه وقرر إلغاء استضافة أوزبكستان للمسابقة بسبب "عدد من المسائل اللوجستية والتقنية"، وأعلنت أن اليابان قد تم اقتراحا كدولة منظمة جديدة للحدث.

## الفرق المتأهلة
| الاتحاد القاري  | البطولة التأهيلية                             | المتأهلين                                |
| --------------- | --------------------------------------------- | ---------------------------------------- |
| آسيا            | بطولة أمم آسيا للسيدات تحت 19 سنة 2011        | كوريا الشمالية · الصين · كوريا الجنوبية* |
| الكاف           | بطولة أفريقيا للسيدات تحت 20 سنة 2012         |                                          |
| كونكاكاف        | بطولة كونكاكاف للسيدات تحت 20 سنة 2012        |                                          |
| كونميبول        | بطولة أمريكا الجنوبية للسيدات تحت 20 سنة 2012 |                                          |
| أوقيانوسيا      | بطولة أوقيانوسيا للسيدات تحت 20 سنة 2012      |                                          |
| يويفا           | بطولة أوروبا للسيدات تحت 19 سنة 2012          | ألمانيا · النرويج · سويسرا · إيطاليا     |
| الفريق المستضيف | الفريق المستضيف                               | اليابان                                  |

- تتأهل كوريا الجنوبية لأن اليابان أختيرت لتكون البلد المضيف.